# القوة (العلاقات الدولية)

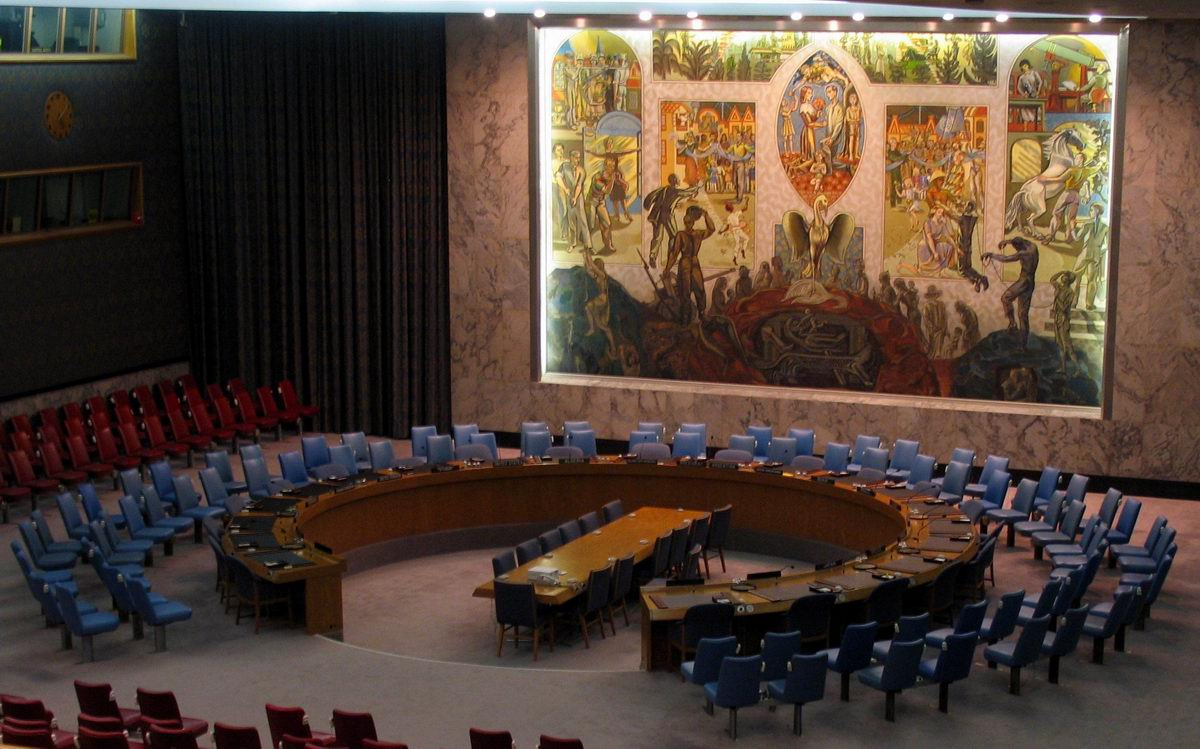

القوة في العلاقات الدولية، (بالإنجليزية: Power (international relations)‏ يتم تعريفها بعدة طرق مختلفة. يتحدث الموضوع عمومًا، من حيث سلطة الدولة، في إشارة إلى كل من القوة الاقتصادية، والعسكرية. يشار إلى تلك البلدان التي تتمتع بمستويات كبيرة من القوة داخل النظام الدولي، بأنها دولة صغيرة، أو متوسطة، أو قوة إقليمية، أو دولة عظمى، أو القوة العظمى، أو
القوة المهيمنة، وعلى الرغم من عدم وجود معيار مقبول عموما، لما يُعرف بالدولة القوية. ينظر الأكاديميون إلى حلف الناتو ومجوعة السبعة وبريكس ومجموعة العشرين على أنها شكل، من أشكال الحكم، التي تمارس درجات متفاوتة من التأثير، داخل النظام الدولي.
يمكن للكيانات الأخرى، غير الدول، أن تكون ذات صلة باكتساب السلطة في العلاقات الدولية. يمكن أن تشمل هذه الكيانات، منظمات متعددة الأطراف، أو منظمات تحالف عسكرية، مثل حلف الناتو، أو شركات متعددة الجنسيات، مثل وال مارت، أو منظمات غير حكومية، مثل الكنيسة الكاثوليكية الرومانية، أو مؤسسات أخرى، مثل الرابطة الهانزية، وشركات التكنولوجيا مثل فيسبوك، وجوجل.
جوزيف ناي، مؤيد ومنظر، رائد في القوة الناعمة. تتضمن أدوات القوة الناعمة نقاشات حول القيم الثقافية، والحوارات الإيديولوجية، ومحاولة التأثير من خلال القدوة الجيدة، وجاذبية القيم الإنسانية المقبولة عمومًا. تشمل وسائل ممارسة القوة الدبلوماسية الناعمة، نشر المعلومات والتحليل، والدعاية، والبرامج الثقافية، لتحقيق الأهداف السياسية

## القوة الصلبة، والناعمة، والذكية
يميز بعض علماء السياسة، بين نوعين من القوة: القوة الصلبة، والقوة الناعمة. الأولى مثالها (الغزو العسكري) في حين أن الثانية مثالها استخدام (وسائل الإعلام، أو الغزو الثقافي).
القوة الصلبة، تشير إلى التكتيكات القسرية: تهديد، أو استخدام القوات المسلحة، أو الضغوط الاقتصادية، أو العقوبات، أو الاغتيالات، أو الخداع، أو غيرها من أشكال التخويف. ترتبط القوة الصلبة عمومًا بأقوى الأمم، حيث إنها القدرة على تغيير الشؤون الداخلية للدول الأخرى، من خلال التهديدات العسكرية. الواقعيون الجدد، والواقعيون، مثل جون ميرشايمر، هم دعاة لاستخدام هذه القوة، لموازنة النظام الدولي.
ركب آخرون خليط من (القوة الناعمة، والصلبة)، خلال سياسة القوة الذكية. غالبًا ما تكون هذه دعوة لاستخدام مجموعة شاملة من أدوات الحوكمة، بدءًا من الناعمة إلى الصلبة.